# SŽD-Baureihe ВЛ10
Die SŽD-Baureihe ВЛ10 (deutsche Transliteration WL10, englische Transliteration VL10) ist eine für 3 kV Gleichspannung ausgelegte achtachsige Doppellokomotive der SŽD und deren Nachfolgegesellschaft RŽD für den Güterverkehr. Die Abkürzung BЛ (WL) steht für die Initialen von Wladimir Iljitsch Lenin.
Die ab Mitte der 1960er Jahre in großen Stückzahlen abgelieferten Lokomotiven waren das Rückgrat des Güterverkehrs auf dem Gleichstromnetz in der Sowjetunion. Der ВЛ10 wurde in der Elektrolokomotivenfabrik Nowotscherkassk NEVZ und in der Elektrolokomotivenfabrik Tiflis TEVZ gebaut, wobei NEVZ den mechanischen Teil für alle Lokomotiven lieferte. Der mechanische Teil ist baugleich mit dem der ВЛ8 und der Wechselstromlok ВЛ80.

## Entwicklung

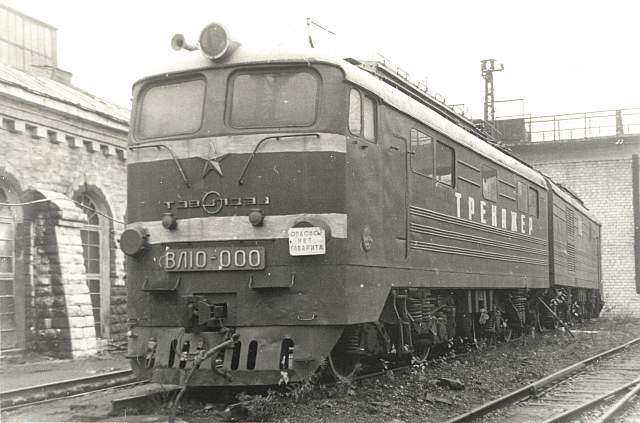
WL10-000, eine Lokomotive aus der Nullserie

Die 1952 entwickelte ВЛ8 genügte Anfang der 1960er Jahre bereits nicht mehr den gestiegenen Ansprüchen der Sowjetischen Eisenbahnen. Die Fahrmotoren hatten nur eine Leistung von 525 kW, die Drehgestelle hatten schwere Gussrahmen mit einer harten Federung und die Führerstände waren auf Grund einer ungünstigen Anordnung der Hilfsbetriebe laut. Aus diesen Gründen erstellte das Eisenbahnministerium ein technisches Pflichtenheft für die Entwicklung einer neuen Lok, das am 9. Februar 1960 vom stellvertretenden Minister P. G. Muratow freigegeben wurde.
Das technische Büro der Elektrolokomotivenfabrik Tiflis entwickelte die neue Lokomotive unter der Leitung des Oberingenieurs G. I. Tschirikadze. Ende Juni 1960 wurden die für den Bau der neuen Lok erstellten Unterlagen durch das Eisenbahnministerium geprüft, so dass die erste Lok mit der Bezeichnung T8-001 zum 40. Jahrestag der sowjetischen Machtübernahme in Georgien fertiggestellt werden konnte. In der Bezeichnung T8 stand das T für Tiflis und die 8 für die Anzahl der Achsen.
Die erste Lokomotive sowie die Nullserie der Baureihe ВЛ10 hatte gegenüber den später gebauten Lokomotiven deutliche Unterschiede bezüglich der Sekundärfederung. Gegenüber der späteren Serienausführung wiesen die Sektionen dieser Doppellokomotive nur auf der Seite des Führerstandes die in der Sowjetunion übliche SA-3-Kupplung auf und waren unter sich wie bei der Diesellokomotiven der SŽD-Baureihe ТЭ2 mit einer festen Kupplung verbunden. Die später gebauten Serienlokomotiven weisen auch zwischen den Sektionen eine SA-3-Kupplung auf.

## Serienfertigung
Die ВЛ10 wurde sowohl von der Elektrolokomotivenfabrik Tiflis TEVZ wie auch von der Elektrolokomotivenfabrik Nowotscherkassk NEVZ gebaut. Bei TEVZ wurde sie von 1961 bis 1976 gefertigt, bei NEVZ in den Jahren 1969 bis 1976. Die mechanischen Teile für alle Lokomotiven wurden von NEVZ hergestellt. Gemäß einer Vereinbarung mit dem Eisenbahnministerium wurde 1976 die Fertigung auf die schwerere Version ВЛ10У umgestellt, welche statt 23 t Radsatzfahrmasse eine solche von 25 t, die durch zusätzliche unter dem Boden des Lokkastens angeschweißte Gewichte aus Gusseisen erreicht wurde.

## Technik

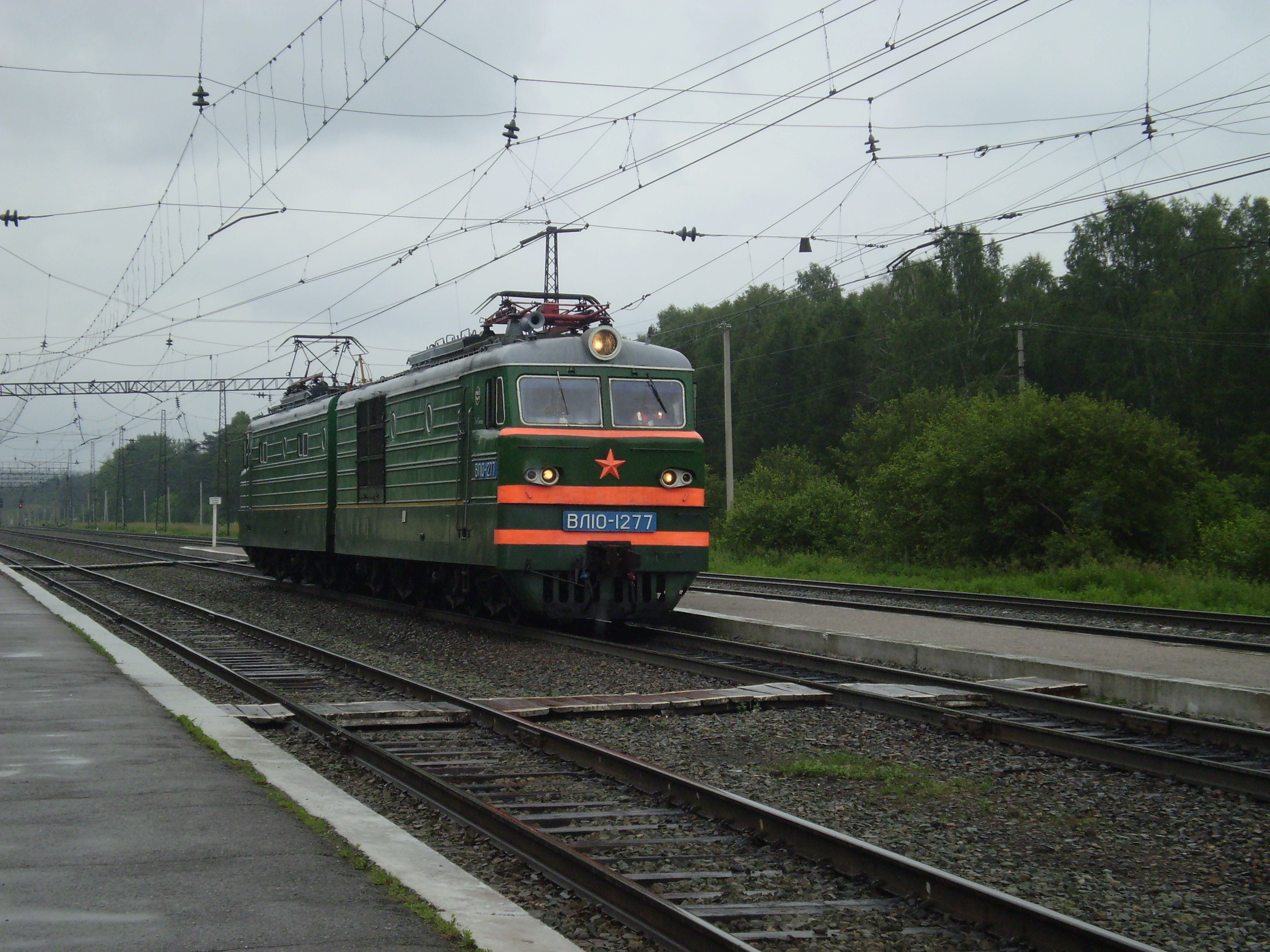
WL10-1277 im Jahre 2007

### Mechanischer Teil
Der mechanische Teil wurde weitestgehend von der ВЛ80K übernommen. Jede Sektion der Doppellokomotive wird von zwei Drehgestellen mit Treibrädern von 1259 mm Durchmesser getragen. Die Lokomotive ist 32,04 Meter lang und kann Bögen mit 125 m Radius mit einer Geschwindigkeit von 10 km/h befahren.
Der Lokkasten jeder Sektion stützt sich über Schraubenfedern auf die Drehgestelle ab, die mit Rollenlagern ausgerüstet sind und über einen geschweißten Rahmen verfügen. Die Primärfederung ist mit Schrauben- und Blattfedern ausgeführt, wobei die Blattfedern gleichzeitig der Schwingungstilgung zwischen Achslager und Drehgestellrahmen dienen. Die Zugkraft wird von den Achslagern über Lemniskatenlenker auf den Drehgestellrahmen übertragen und von dort über den Drehzapfen an den Lokkasten weitergeleitet. Die Übertragung von Schwingungen und Vibrationen von den Drehgestellen auf den Lokkasten wird durch hydraulische Stoßdämpfer unterbunden.
Die Lokomotiven verfügen über einen mechanischen Achslastausgleich, bei dem während der Anfahrt zwischen dem Lokkasten und dem Drehgestellrahmen angeordnete Luftzylinder jeweils auf der Seite der vorlaufenden Achse ausgefahren werden, so dass diese zusätzlich belastet wird.

### Elektrischer Teil
Der elektrische Teil ist ähnlich der ВЛ8. Die Fahrmotoren werden in den folgenden drei Schaltungen betrieben:
- Serieschaltung C (translit. S): Alle 8 Fahrmotoren sind in Reihe geschaltet, die maximale Spannung an den Fahrmotorklemmen beträgt 375 V, die in der Fahrstufe 16 erreicht wird.
- Serien-Parallel-Schaltung СП (translit. SP): Die Fahrmotoren sind in zwei Gruppen zu je vier Motoren parallel geschaltet, die maximale Spannung an den Fahrmotorklemmen beträgt 750 V, die in der Fahrstufe 27 erreicht wird.
- Parallelschaltung П (translit. P): Die Fahrmotoren sind in vier Gruppen zu je zwei Motoren parallel geschaltet, die maximale Spannung an den Fahrmotorklemmen beträgt 1500 V, die in der Fahrstufe 37 erreicht wird.

Jede Lokhälfte ist über dem Führerstand mit einem Stromabnehmer vom Typ Т-5М1 (P-5) ausgerüstet. Im Maschinenraum hinter dem Führerstand ist die Hochspannungsausrüstung links und rechts eines Mittelganges hinter Maschendraht-Gittern angeordnet. Am Ende gegen die andere Sektion befindet sich der Raum mit den Hilfsbetrieben, wo sich der Fahrmotorlüfter, der Kompressor und die Bremserregermaschine befindet.
Die Türen in den Maschendraht-Gittern für den Zugang zur Hochspannungsausrüstung sind pneumatisch blockiert, wenn der Stromabnehmer gehoben ist, umgekehrt lässt sich dieser nicht heben, solange die Türen geöffnet sind. Die Hochspannungsausrüstung einer Sektion besteht aus den folgenden Apparaten:
- Wendeschalter РК
- Bremsschütz ТК
- Motor-Gruppierschalter ПКГ-6, welcher die Umschaltung von der Serien-Parallel-Schaltung СП zur Parallelschaltung П vornimmt
- Fahrmotortrennschützen
- Widerstandschützen
- Feldschwächungsschützen
- Differentialstromrelais
- Schleuderschutzrelais

In der Hochspannungsausrüstung der ersten Sektion befindet sich zusätzlich der Gleichstrom-Schnellschalter БВ-1, welcher die gesamte elektrische Ausrüstung der Lokomotive von der Fahrleitung trennt, sowie der Motor-Gruppierschalter ПКГ-4, welcher die Umschaltung zwischen der Serieschaltung C und der Serien-Parallel-Schaltung СП vornimmt. In der zweiten Sektion befindet sich zusätzlich der Hilfsbetriebeschütz БВ-2 und der Fahrmotorlüfterschütz ПШ, welcher die Fahrmotorlüftung zwischen der tiefen und der hohen Drehzahl umschaltet. Neben der Hochspannungsausrüstung unterscheiden sich die Sektionen auch in anderen Punkten, so sind beispielsweise das Funkgerät und der registrierende Geschwindigkeitsmesser jeweils nur auf einer Sektion angeordnet.
Die acht Tatzlager-Fahrmotoren Typ TED TL-2 verfügen je über eine Stundenleistung von 650 kW, was für die gesamte Lokomotive eine Stundenleistung von 5,2 MW ergibt. Die sechspoligen Motoren sind mit Wendepolwicklungen ausgerüstet. Das Fahrmotorgehäuse, die Lagerschilder, die Ankerwelle, das Ritzel und die Bürstenhalter sind baugleich mit den bei der ВЛ60 verwendeten Fahrmotoren TED NB-412M. Die Fahrmotoren sind an beiden Wellenenden mit Getrieben versehen, welche das Drehmoment auf die Treibräder übertragen.

## Einsatzländer

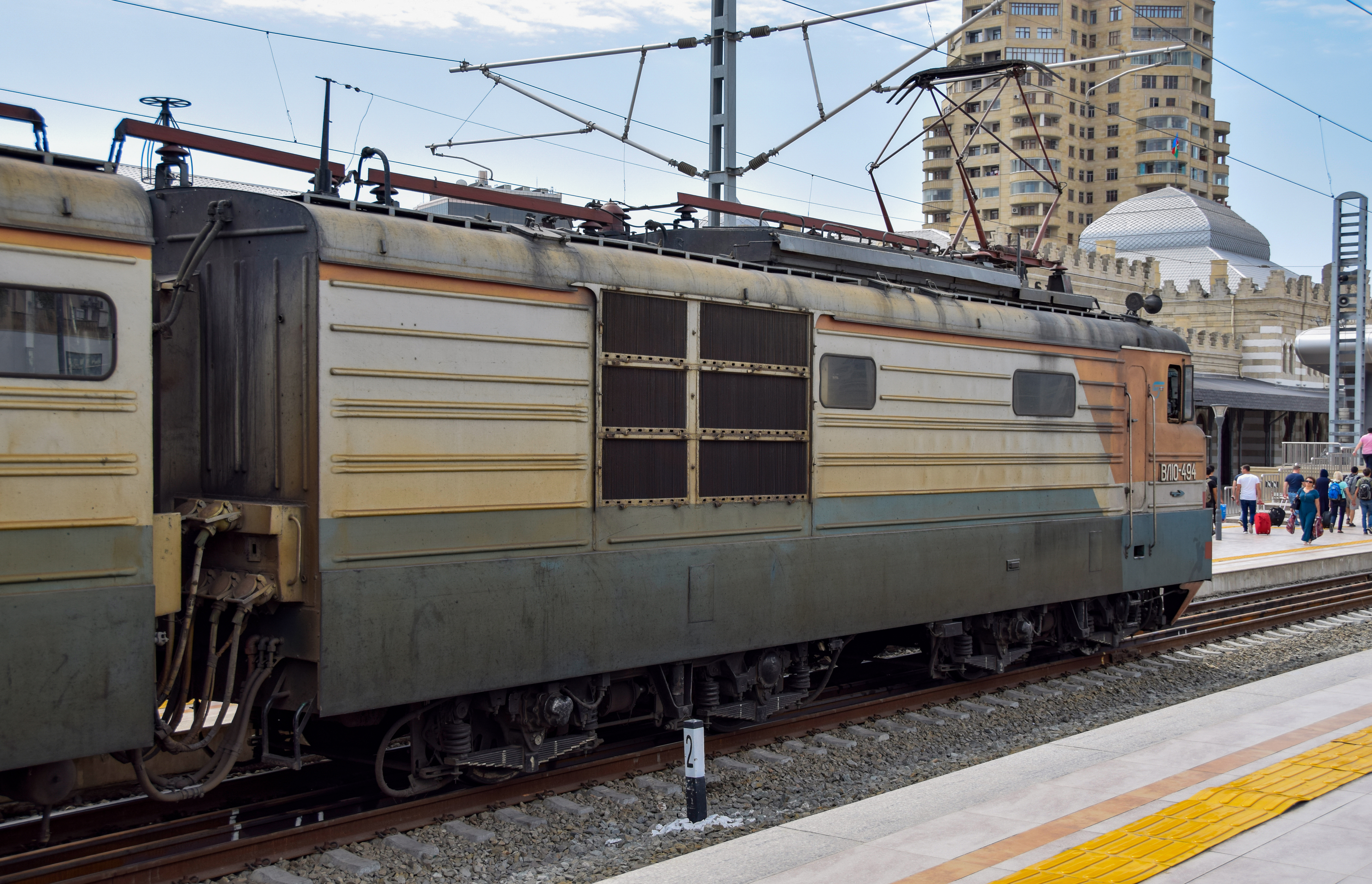
Aserbaidschanische WL10 in Baku

Die Lokomotiven werden bei folgenden Bahngesellschaften der Nachfolgestaaten der  Sowjetunion eingesetzt:
- Russland: RZD
- Ukraine: UZ
- Armenien: Harawkowkasjan Jerkatughi
- Georgien: GR
- Aserbaidschan: ADDY